# سالازي
سالازي (بالفرنسية: Salazie)‏ هو كالديرا في جزيرة لا ريونيون.